# Агенция на Европейския съюз за космическата програма
Агенция на Европейския съюз за космическата програма (на английски: European Union Agency for the Space Programme, EUSPA) е регулаторна агенция на Европейския съюз, чиято мисия е управлението на експлоатацията на европейските програми за глобална спътникова навигация, състоящи се от Галилео и Европейската геостационарна система за навигационно покритие (EGNOS), цялостна координация на свързаните с ползвателите аспекти на GOVSATCOM и изпълнение на дейностите във връзка с разработването на приложения и използване на данни, предоставяни от „Галилео“, EGNOS и „Коперник“.
Агенцията основана на 12 юли 2004 и функционира от 2005 г. временно разположена в Брюксел. От 1 септември 2012 агенцията е разположена в Прага.
Основните задачи на агенцията са да осигури акредитацията на системите по отношение на тяхната сигурност, експлоатацията на центъра за сигурност на Галилео и да допринесе за подготовката на търговската реализация на системите. Тя може да осъществява и други задачи, възложени от Европейската Комисия, като популяризирането на приложения и услуги, осигуряването на сертифицирането на компонентите на системите от съответните органи и управлението на програмите за изследвания и развитие на спътниковата навигация. Възможно е задачите на агенцията да бъдат впоследствие изменени в зависимост от бъдещите решения на Европейския съюз относно експлоатационната фаза на Галилео и EGNOS.